# Isa von Hardenberg

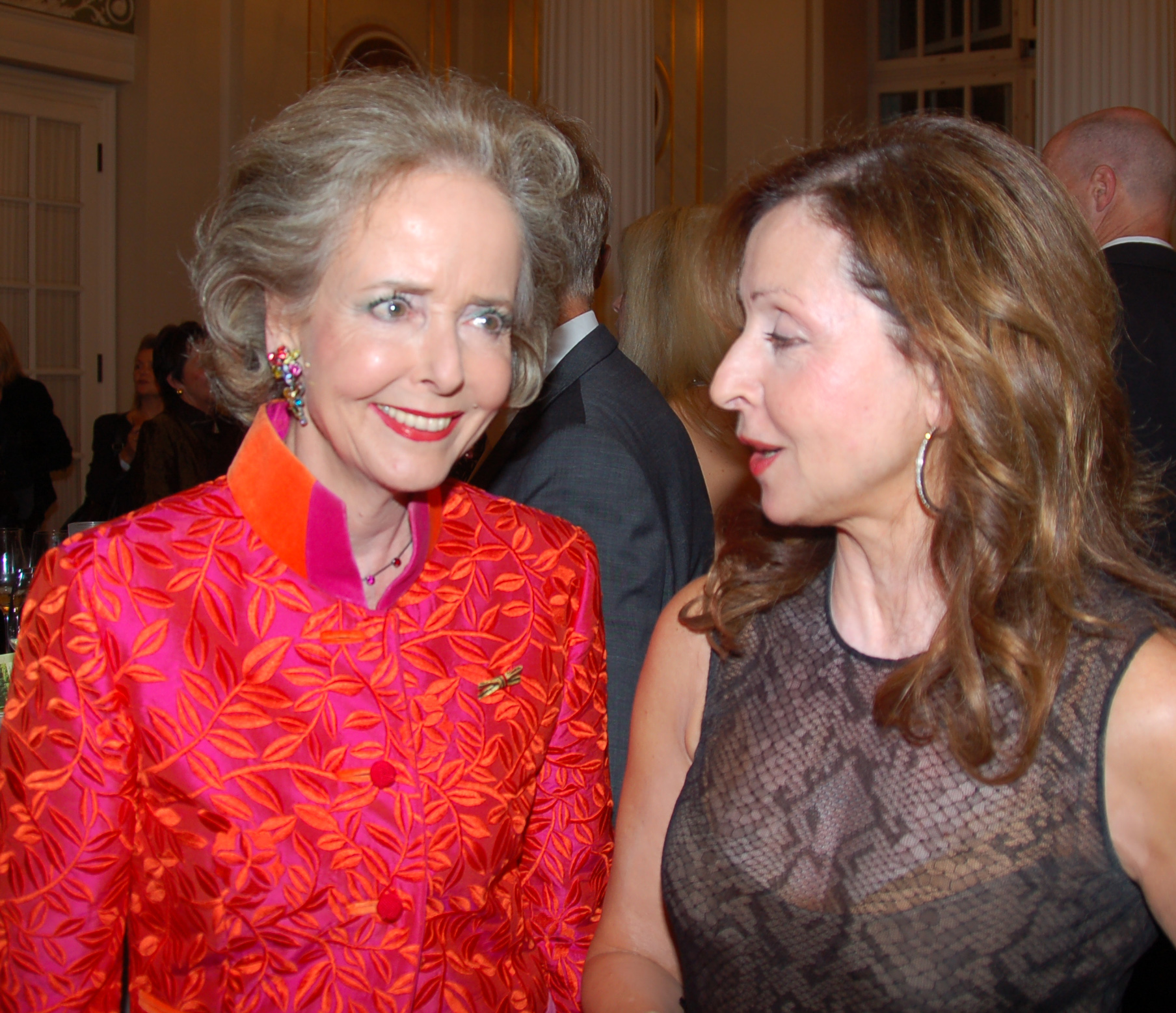
Isa von Hardenberg mit Vicky Leandros bei der Verleihung des Quadriga-Award 2010

Isa Gräfin von Hardenberg, geborene Freiin von Hahn (* 23. August 1941 in Wiesbaden), ist die Inhaberin und Gründerin der Eventagentur Hardenberg Concept GmbH und gilt als Grande Dame der Berliner High Society.

## Leben
Nach dem Abitur studierte sie in Hamburg und Frankfurt am Main von 1964 bis 1967 Pädagogik, Englisch und Französisch und arbeitete danach zunächst als Grund- und Realschullehrerin (1967–1975) und später im Lehrerfortbildungsinstitut in Hamburg (1975–1977).
Sie heiratete Andreas Graf von Hardenberg (* 1937). Aus der Ehe gingen drei Söhne und eine Tochter – die Fernseh-Moderatorin Tita von Hardenberg – hervor. 1982 zog die Familie von Hamburg nach Berlin, da ihr Mann Vorstandsmitglied der Berliner Bank wurde.
In Berlin gründete Isa Gräfin von Hardenberg 1989 die Agentur Hardenberg Concept, die auf die Planung und Durchführung exklusiver Veranstaltungen spezialisiert ist. 1995 organisierte die Agentur die Veranstaltungen der Reichstagsverhüllung des Künstlerehepaars Christo und Jeanne-Claude. Zu weiteren Kunden gehören: BMW, Burda, Bertelsmann, Jil Sander, Jette Joop Europe, Laura Biagiotti, Axel Springer Verlag AG und World Wide Fund for Nature.
Für ihr Engagement in der Organisation „Innocence in Danger“ gegen Kindesmissbrauch, für ihre Unterstützung der Kinderhilfsarbeit von UNICEF und für ihre Mitarbeit in Organisationen für autistische Kinder bekam sie am 7. Oktober 2009 das Verdienstkreuz am Bande der Bundesrepublik Deutschland.
Seit 2014 engagiert sich Isa von Hardenberg außerdem als Beiratsmitglied für die Heraeus Bildungsstiftung.

## Werke
- Die Gastgeberin – 20 Jahre in bester Gesellschaft. Teneues Verlag, Kempen 2009, ISBN 3-8327-9013-6.